# Revolver (пісня)
Revolver — другий і останній сингл Мадонни з компіляції хітів Celebration. У створенні композиції брав участь репер Lil Wayne. Сингл також містить ремікс-версію від Девіда Гетти.

## Виконання наживо

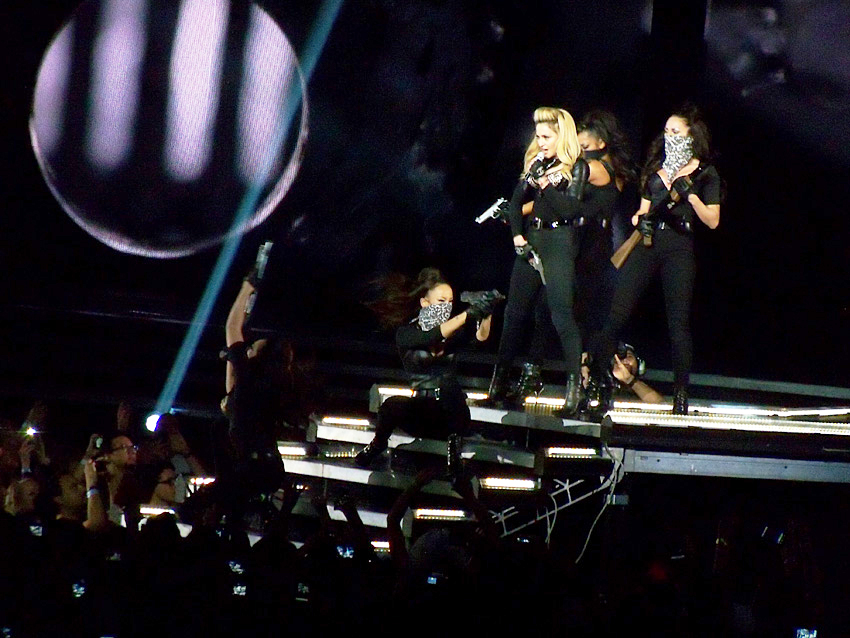
Мадонна виконує пісню "Revolver" під час "The MDNA Tour".

Пісня "Revolver" за сет-лістом MDNA Tour виконується другою у першому акті. Пісня виконується Мадонною з револьвером у руках на фоні скла, що б'ється від пострілу кулі.

## Перелік версій та синглів
EU/USA/Аргентинський CD/Digital Maxi-Single]]
1. "Revolver" (Madonna vs. David Guetta One Love Remix) [featuring Lil Wayne] – 3:16
2. "Revolver" (Madonna vs. David Guetta One Love Version) – 2:59
3. "Revolver" (Madonna vs. David Guetta One Love Club Remix) – 4:31
4. "Revolver" (Paul van Dyk Remix) – 8:35
5. "Revolver" (Paul van Dyk Dub) – 8:35
6. "Revolver" (Tracy Young's Shoot to Kill Remix) – 9:24
7. "Celebration" (Remix featuring Akon) – 3:55
8. "Celebration" (Felguk Love Remix) – 6:37

- EU/USA 12" вініловий сингл

1. "Revolver" (Madonna vs. David Guetta One Love Club Remix) – 4:31
2. "Revolver" (Paul van Dyk Remix) – 8:35
3. "Revolver" (Tracy Young's Shoot to Kill Remix) – 9:24
4. "Revolver" (Paul van Dyk Dub) – 8:35
5. "Revolver" (Madonna vs. David Guetta One Love Remix) [featuring Lil Wayne] – 3:16
6. "Celebration" (Remix featuring Akon) – 3:55
7. "Celebration" (Felguk Love Remix) – 6:37

Перелік синглів Мадонни